# Ришард Вольний
Ришард Марцин Вольний (пол. Ryszard Marcin Wolny; нар. 24 березня 1969, Ратибор, Сілезьке воєводство) — польський борець греко-римського стилю, бронзовий призер чемпіонату світу, чемпіон, дворазовий срібний та бронзовий призер чемпіонатів Європи, чемпіон Олімпійських ігор.

## Біографія
Боротьбою почав займатися з 1980 року. Тренер Пйотр Старжинський. Чемпіон Європи 1987 року серед юніорів. Чемпіон Європи 1988 року серед молоді. Бронзовий призер чемпіонату світу 1989 року серед молоді. Виступав за борцівський клуб «Унія» Ратибор. Багаторазовий чемпіон Польщі.

## Спортивні результати на міжнародних змаганнях

### Виступи на Олімпіадах
| Змагання                    | Збірна | Вагова категорія                 | Місце  |
| --------------------------- | ------ | -------------------------------- | ------ |
| Літні Олімпійські ігри 1992 | Польща | греко-римська боротьба, до 68 кг | 7      |
| Літні Олімпійські ігри 1996 | Польща | греко-римська боротьба, до 68 кг | Золото |
| Літні Олімпійські ігри 2000 | Польща | греко-римська боротьба, до 69 кг | 7      |
| Літні Олімпійські ігри 2004 | Польща | греко-римська боротьба, до 66 кг | 17     |

### Виступи на Чемпіонатах світу
| Змагання                        | Збірна | Вагова категорія                 | Місце  |
| ------------------------------- | ------ | -------------------------------- | ------ |
| Чемпіонат світу з боротьби 1990 | Польща | греко-римська боротьба, до 62 кг | Бронза |
| Чемпіонат світу з боротьби 1991 | Польща | греко-римська боротьба, до 68 кг | 17     |
| Чемпіонат світу з боротьби 1993 | Польща | греко-римська боротьба, до 68 кг | 5      |
| Чемпіонат світу з боротьби 1994 | Польща | греко-римська боротьба, до 68 кг | 4      |
| Чемпіонат світу з боротьби 1995 | Польща | греко-римська боротьба, до 68 кг | 4      |
| Чемпіонат світу з боротьби 1997 | Польща | греко-римська боротьба, до 69 кг | 10     |
| Чемпіонат світу з боротьби 1998 | Польща | греко-римська боротьба, до 69 кг | 6      |
| Чемпіонат світу з боротьби 1999 | Польща | греко-римська боротьба, до 69 кг | 20     |
| Чемпіонат світу з боротьби 2003 | Польща | греко-римська боротьба, до 66 кг | 12     |

### Виступи на Чемпіонатах Європи
| Змагання                         | Збірна | Вагова категорія                 | Місце  |
| -------------------------------- | ------ | -------------------------------- | ------ |
| Чемпіонат Європи з боротьби 1989 | Польща | греко-римська боротьба, до 62 кг | Золото |
| Чемпіонат Європи з боротьби 1990 | Польща | греко-римська боротьба, до 62 кг | Бронза |
| Чемпіонат Європи з боротьби 1992 | Польща | греко-римська боротьба, до 68 кг | 5      |
| Чемпіонат Європи з боротьби 1993 | Польща | греко-римська боротьба, до 68 кг | 5      |
| Чемпіонат Європи з боротьби 1994 | Польща | греко-римська боротьба, до 68 кг | 5      |
| Чемпіонат Європи з боротьби 1995 | Польща | греко-римська боротьба, до 68 кг | Срібло |
| Чемпіонат Європи з боротьби 1996 | Польща | греко-римська боротьба, до 68 кг | 12     |
| Чемпіонат Європи з боротьби 1998 | Польща | греко-римська боротьба, до 69 кг | 8      |
| Чемпіонат Європи з боротьби 1999 | Польща | греко-римська боротьба, до 69 кг | Срібло |

### Виступи на інших змаганнях
| Змагання                                                             | Збірна | Вагова категорія                 | Місце  |
| -------------------------------------------------------------------- | ------ | -------------------------------- | ------ |
| Гран-прі Німеччини з боротьби 1989                                   | Польща | греко-римська боротьба, до 62 кг | 6      |
| Гран-прі Німеччини з боротьби 1992                                   | Польща | греко-римська боротьба, до 68 кг | 7      |
| Гран-прі Німеччини з боротьби 1993                                   | Польща | греко-римська боротьба, до 68 кг | 11     |
| Гран-прі Німеччини з боротьби 1995                                   | Польща | греко-римська боротьба, до 68 кг | Срібло |
| Олімпійський кваліфікаційний турнір з боротьби 2000 (Фаенца)         | Польща | греко-римська боротьба, до 69 кг | 14     |
| Олімпійський кваліфікаційний турнір з боротьби 2000 (Клермон-Ферран) | Польща | греко-римська боротьба, до 69 кг | Золото |
| Олімпійський кваліфікаційний турнір з боротьби 2000 (Ташкент)        | Польща | греко-римська боротьба, до 69 кг | 10     |
| Олімпійський кваліфікаційний турнір з боротьби 2000 (Колорадо)       | Польща | греко-римська боротьба, до 69 кг | Срібло |
| Олімпійський кваліфікаційний турнір з боротьби 2004 (Новий Сад)      | Польща | греко-римська боротьба, до 66 кг | 25     |
| Олімпійський кваліфікаційний турнір з боротьби 2004 (Ташкент)        | Польща | греко-римська боротьба, до 66 кг | 4      |

### Виступи на змаганнях молодших вікових груп
| Змагання                                       | Збірна | Вагова категорія                 | Місце  |
| ---------------------------------------------- | ------ | -------------------------------- | ------ |
| Чемпіонат Європи з боротьби серед юніорів 1987 | Польща | греко-римська боротьба, до 58 кг | Золото |
| Чемпіонат Європи з боротьби серед молоді 1988  | Польща | греко-римська боротьба, до 57 кг | Золото |
| Чемпіонат світу з боротьби серед молоді 1989   | Польща | греко-римська боротьба, до 62 кг | Бронза |